# 힐렐 퓌르스텐베르크
힐렐 퓌르스텐베르크(독일어: Hillel Fürstenberg, 히브리어: הִלֵּל פורסטנברג 힐렐 푸르스텐베르그, 영어: Hillel (Harry) Furstenberg 힐렐 (해리) 퍼스턴버그[*], 1935–)는 독일 태생이며 미국·이스라엘 이중 국적의 수학자이다. 확률론적 기법을 수론과 리 군 이론에 응용하였다.

## 생애
1935년 베를린에서 유대인 가정에 태어났다. 퓌르스텐베르크 가족은 나치 독일 정권의 반유대주의 정책을 피해 1939년에 미국으로 이민하였다.
예시바 대학교에서 학사 및 석사 학위를 수여받았고, 프린스턴 대학교에서 1958년에 박사 학위를 수여받았다. 이후 미네소타 대학교에서 있다가, 1965년 예루살렘 히브리 대학교 수학 교수가 되었다.
1977년에 세메레디의 정리를 확률론적인 기법으로 재증명하였다.

## 저서
- Furstenberg, H. (1960). 《Stationary processes and prediction theory》 (영어). Princeton University Press.
- Furstenberg, H. (1981). 《Recurrence in ergodic theory and combinatorial number theory》 (영어). Princeton University Press.